# 탄층 메테인

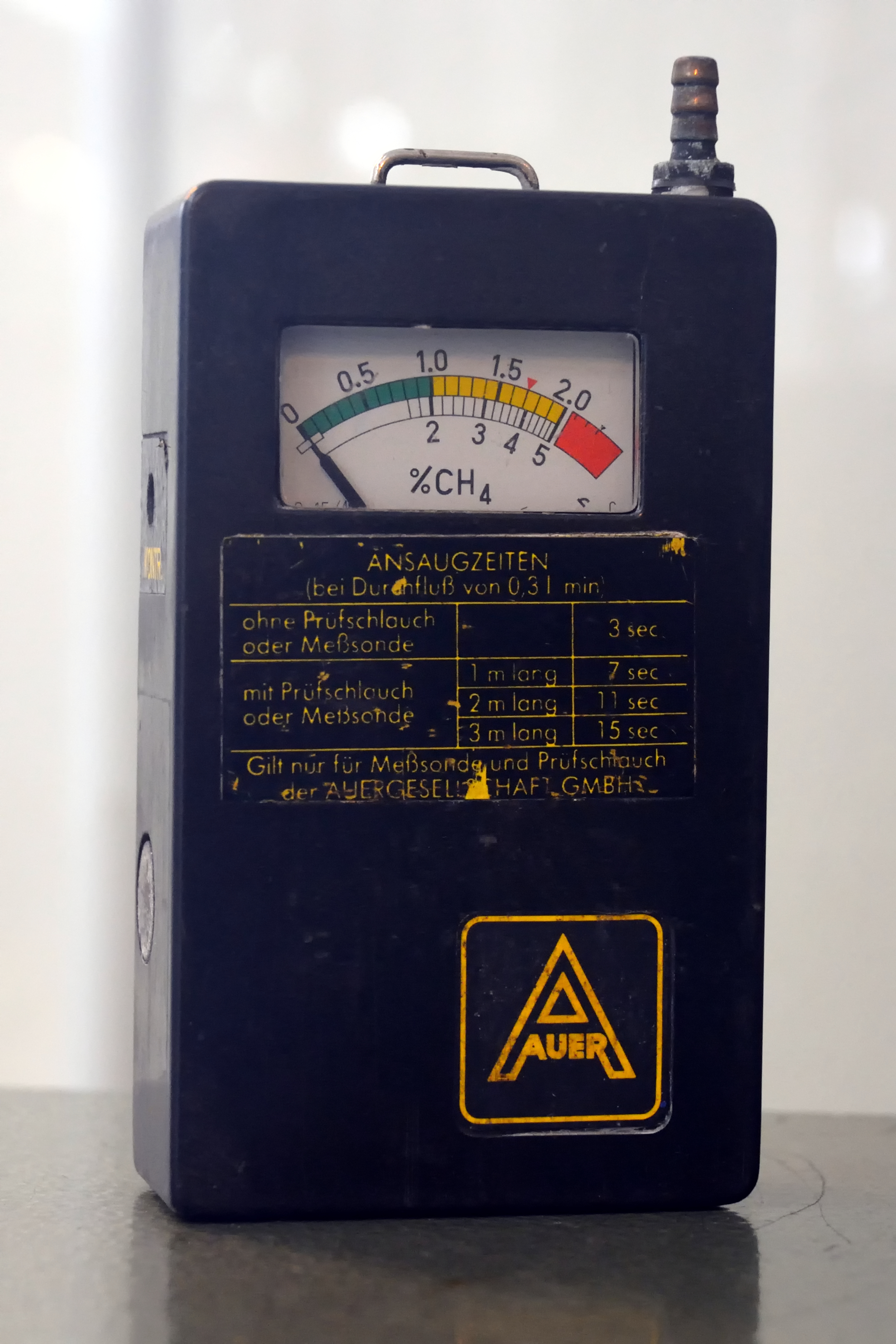
1960년대에 채탄을 위해 사용된 독일의 메테인 감지기

탄층 메테인(coalbed methane, coal-bed methane, CBM), 탄층 메탄, 탄층 가스(coalbed gas, coal seam gas, CSG), 탄층 기체, 탄층 메탄가스, 탄광 메테인(coal-mine methane, CMM)은 석탄층에서 추출한 천연가스의 일종이다. 근래 수십년간 미국, 캐나다, 오스트레일리아 및 기타 국가들에서 중요한 에너지원이 되고 있다.
이 용어는 고체 석탄 매트릭스에 흡착된 메테인을 가리킨다. 달달한 기체(sweet gas)로 불리는데 그 이유는 황화 수소가 부재하기 때문이다.
전통적인 저장분으로부터 얻는 다수의 자연기체와 달리 탄층 메테인은 프로페인, 뷰테인 등의 더 무거운 탄화수소가 거의 함유되어 있지 않으며 천연기체 콘덴세이트가 없다. 최대 수 퍼센트의 이산화 탄소를 포함하는 경우가 있다. 일반적으로 케로겐과 유기물질의 열성숙으로 인해 생성된다.